# Stora Pylsan
Stora Pylsan är en sjö i Dals-Eds kommun i Dalsland och ingår i Göta älvs huvudavrinningsområde. Stora Pylsan ligger i Trestickla-Boksjön Natura 2000-område.